# مانوئلا تسه
مانوئلا تسه (انگلیسی: Manuela Tesse؛ زادهٔ ۲۸ فوریهٔ ۱۹۷۶) بازیکن فوتبال اهل ایتالیا است.
وی همچنین در تیم ملی فوتبال زنان ایتالیا بازی کرده‌است.